# Newfolden (Minnesota)
Newfolden es una ciudad ubicada en el condado de Marshall en el estado estadounidense de Minnesota. En el censo de 2010 tenía una población de 368 habitantes y una densidad poblacional de 159,11 personas por km².

## Geografía
Newfolden se encuentra ubicada en las coordenadas 48°21′21″N 96°19′47″O / 48.35583, -96.32972. Según la Oficina del Censo de los Estados Unidos, Newfolden tiene una superficie total de 2.31 km², de la cual 2.31 km² corresponden a tierra firme y (0%) 0 km² es agua.

## Demografía
Según el censo de 2010, había 368 personas residiendo en Newfolden. La densidad de población era de 159,11 hab./km². De los 368 habitantes, Newfolden estaba compuesto por el 97.01% blancos, el 0.27% eran afroamericanos, el 2.17% eran amerindios, el 0% eran asiáticos, el 0% eran isleños del Pacífico, el 0% eran de otras razas y el 0.54% pertenecían a dos o más razas. Del total de la población el 0% eran hispanos o latinos de cualquier raza.